# Yontan
Yontan (Hán Việt: Yến Than) là một huyện thuộc tỉnh Hwanghae Bắc tại Cộng hòa Dân chủ Nhân dân Triều Tiên. Huyện giáp với Yonsan ở một đoạn rất nhỏ thuộc góc đông bắc, giáp với Suan ở phía đông, giáp với Sohung ở phía đông nam, giáp với Pongsan ở phía nam và tây nam, giáp với Sariwon ở một đoạn nhỏ phía tây nam, giáp với Hwangju ở phía tây, giáp với Sangwon ở phía bắc. Năm 2008, dân số của huyện Yontan là 73.032 người (34.796 nam và 38.236 nữ), trong đó dân số đô thị là 21.709 người (29,7%), dân số nông thôn là 51.323 người (70,3%).